# Холманский, Иван Васильевич
Иван Васильевич Холманский (8 апреля 1924 — 14 апреля 2006) — передовик советского сельского хозяйства, механизатор совхоза «Табулгинский» Чистоозёрного района Новосибирской области, Герой Социалистического Труда (1966).

## Биография
Родился в 1924 году в деревне Буяны Даровского района Кировской области в крестьянской русской семье.
В конце 1930-х годов вся семья перебралась на Южный Урал, поселившись в таёжной глуши. В самом начале Великой Отечественной войны Иван Васильевич прошёл курсы механизаторов и стал работать на тяжёлом тракторе. Работал на нём до августа 1942 года, когда был призван в Красную Армию. В 1943 году был на фронтах войны, воевал на танке, тяжело ранен, в 1944 году демобилизован. 
Возвратился на Урал. В 1950-х годах переехал в деревню Лесная Новосибирской области. Стал работать механизатором совхоза "Табулгинский". Выращивал кукурузу, получал высокие урожаи зелёной массы. Охотно делился опытом и навыками профессии.
Указом Президиума Верховного Совета СССР от 23 июня 1966 года за достижение высоких показателей в производстве Ивану Васильевичу Холманскому присвоено звание Героя Социалистического Труда с вручением ордена Ленина и медали «Серп и Молот».
Неоднократно являлся депутатом сельского Совета.  
Проживал в селе Табулга. Умер 14 апреля 2006 года. Похоронен на сельском кладбище.

## Награды
За трудовые успехи удостоен:
- золотая звезда «Серп и Молот» (23.06.1966)
- орден Ленина (23.06.1966)
- Орден Отечественной войны 2 степени (11.03.1985)
- другие медали.
- Почётный гражданин Чистоозёрного района.

## Память
- Ежегодно проходят лыжные соревнования в память о Герое Социалистического Труда И.В.Холманском[2].